# The Human Stain (film)
The Human Stain is een Amerikaanse dramafilm uit 2003 onder regie van Robert Benton. Het scenario is gebaseerd op de gelijknamige roman uit 2000 van de Amerikaanse auteur Philip Roth.

## Verhaal
Het zijn de jaren '90 van de twintigste eeuw. In de Verenigde Staten is dat een tijd van oorlogen, politieke correctheid en het Lewinsky-schandaal. Schrijver Nathan Zuckerman leidt sinds vijf jaar een teruggetrokken leven alleen in zijn berghut totdat Coleman Silk zijn nieuwe buurman wordt. Silk is een voormalig hoogleraar oude talen en decaan van de faculteit bij Athena College, een (fictieve) universiteit in Massachusetts.
Silk viel op 71-jarige leeftijd ten prooi aan een ongerechtvaardigde beschuldiging van racisme tegen twee zwarte studenten. Tijdens een college duidde hij Tracy Cummings en William Thomas aan als mogelijke spooks, omdat ze in de vijf weken dat hij bezig was met het lesjaar nog nooit aanwezig waren geweest. Hoewel Silk spooks bedoelde in de betekenis van 'geestverschijningen', wist een collega van de faculteit dat hetzelfde woord in het verleden werd gebruikt als denigrerende term voor zwarten. Hoewel overduidelijk was dat Silk dit niet bedoelde, durfde niemand in de faculteit hem bij te staan uit politieke correctheid. Silk weigerde zich te laten uitmaken voor racist noch zich tegen die beschuldiging te verdedigen en trad af. Toen hij het nieuws vertelde aan zijn vrouw Iris ging zij vierkant achter hem staan, maar door de spanning van de gebeurtenissen stierf zij zes uur later aan een embolie. Coleman tilde als decaan het Athena College naar een hoger niveau, maar maakte daarbij vijanden met een andere visie. Hij beschouwt de gebeurtenissen als een dolk in de rug.
Silk weigerde in de slachtofferrol te kruipen en is opgewekt doorgegaan met de rest van zijn leven. Zo kwam hij zes maanden na de dood van Iris in de woning naast die van Zuckerman terecht. Die trekt hij vervolgens stukje bij beetje uit zijn zelfverkozen isolement. Daarin belandde hij omdat hij er na twee scheidingen en een genezing van prostaatkanker helemaal genoeg van had. Silk wil eigenlijk dat Zuckerman een boek schrijft over wat hij uitlegt als 'de moord' op Iris, maar Zuckerman stelt voor om hem in plaats daarvan te helpen bij het zelf schrijven van dat boek. Samen gaan ze joggen, luisteren ze naar de radio en eten ze. Silk begint een affaire met schoolconciërge Faunia Farley, een 34-jarige vrouw die getrouwd was met alcoholist, drugsverslaafde en psychisch getraumatiseerde Vietnamveteraan Lester Farley. Zij werd als kind stelselmatig aangerand door haar stiefvader, maar haar moeder geloofde haar niet. Daarom vertrok ze op haar veertiende van huis, voordat haar stiefvader over kon gaan tot gedwongen geslachtsgemeenschap. Sindsdien tijd leidt Faunia een bestaan als kansarme, de eindjes zo goed en zo kwaad als mogelijk aan elkaar knopende vrouw aan de onderkant van de samenleving. Ze kreeg twee kinderen met Lester, maar die zijn allebei omgekomen in een woningbrand. Volgens haar door een ongeluk met een omgevallen kachel, volgens Lester liet zij hun kinderen expres sterven. Ze verliet hem omdat hij haar sloeg. De jaloerse Lester weigert niettemin toe te zien hoe zij een relatie aanknoopt met de veel oudere Silk. Haar relatie met Silk komt mede daardoor moeizaam van de grond, maar ook omdat zij zich niet kan voorstellen dat ze welkom is in het elitaire wereldje waarvan Silk schijnbaar al heel zijn leven deel uitmaakt.
Schijn blijkt te bedriegen. Door middel van flashbacks wordt duidelijk dat Silk het grootste gedeelte van zijn leven al rondloopt met een leugen over zijn afkomst. Hij komt niet uit een welvarende Joodse familie, zoals hij iedereen laat denken. Hoewel hij er uiterlijk als een blanke man uitziet, komt hij daadwerkelijk uit een zwart gezin en heeft hij wél duidelijk zichtbaar zwarte ouders, zwarte broers en een zwarte zus. Uiterlijk lijkt Silk blank, maar genetisch is hij een zwarte man. Zijn vader Clarence was een hardwerkende, nederige ober in een restaurant. Zijn moeder Dorothy was verpleegster. Toen Silk jong was, werd hij verliefd op Steena Paulsson en zij op hem. Zij dacht alleen dat ze een relatie had met een blanke man, maar verliet hem na een etentje bij hem thuis waarbij ze zijn volledig zwarte familie ontmoette. Daarop besloot Silk zijn ware afkomst te gaan verbergen om geen last meer te hebben van de vooroordelen waarmee gekleurde mensen bleken te kampen in de Verenigde Staten. Doordat hij uiterlijk makkelijk door kon gaan voor een blanke man, twijfelde er nooit niemand aan zijn vermeend Joodse afkomst. Hij had de beschuldiging van racisme op het Athena College totaal van tafel kunnen vegen door zijn ware afkomst te onthullen, maar weigerde dit.

## Rolverdeling
| Acteur             | Personage          |
| ------------------ | ------------------ |
| Anthony Hopkins    | Coleman Silk       |
| Nicole Kidman      | Faunia Farley      |
| Ed Harris          | Lester Farley      |
| Gary Sinise        | Nathan Zuckerman   |
| Wentworth Miller   | Jonge Coleman Silk |
| Jacinda Barrett    | Steena Paulsson    |
| Harry Lennix       | Mijnheer Silk      |
| Clark Gregg        | Nelson Primus      |
| Anna Deavere Smith | Mevrouw Silk       |
| Lizan Mitchell     | Ernestine          |
| Kerry Washington   | Ellie              |
| Phyllis Newman     | Iris Silk          |
| Margo Martindale   | Psychologe         |
| Ron Canada         | Herb Keble         |
| Mili Avital        | Jonge Iris         |